# Алькофорадо, Мариана
Мариана Алкофораду (крещена 22 апреля 1640, Бежа — 28 июля 1723, там же) — португальская монахиня и духовная писательница, которой долго приписывали авторство «Португальских писем».

## Биография
Мариана Алькофорадо была дочерью землевладельца из Алентежу. Бежа, её место рождения, была главным гарнизонным городом области и главным театром войны с Испанией, которая шла на протяжении 28 лет с 1640 года после Португальской революции, и её овдовевший отец, занятый работой в административных и военных комиссиях, устроил Мариану на период её детства в богатый женский монастырь ради её безопасности и получения там образования. В 16 лет или ранее она приняла постриг и стала францисканской монахиней, однако не занималась какой-либо реальной работой и жила тихой монашеской жизнью в этом монастыре с нестрогими порядками до 25-летнего возраста, когда встретила Ноэля Бутона.
Этот человек, впоследствии маркиз де Шамийи и маршал Франции, был одним из французских чиновников, которые приехали в Португалию, чтобы служить под начальством гранд-капитана Фредерика, графа Шомберга, занимавшегося реорганизацией португальской армии. На протяжении 1665—1667 годов Шамийи проводил большую часть своего времени в Беже и её окрестностях и, вероятно, познакомился с семьёй Алкофораду через брата Марианы, который был солдатом. Обычай в то время разрешал монахиням принимать и развлекать посетителей, и Шамийи, которому помогли престиж его воинского звания и некоторая лесть, без особого труда соблазнил доверчивую монахиню. Вскоре их связь стала достоянием гласности и вызвала скандал. Чтобы избежать нежелательных последствий, Шамийи покинул Мариану и тайно бежал во Францию. Мариана провела остаток жизни в монастыре, ведя строгую монашескую жизнь, в 1709 году стала заместительницей настоятельницы и умерла в 83-летнем возрасте.
В 1669 году Габриэль-Жозеф Гийераг анонимно опубликовал в Париже подборку любовных посланий, написанных от лица португальской монахини. Эта книга получила название «Португальские письма». В 1810 году появилось мнение, что автор писем — Мариана Алькофорадо, но в XX веке выяснилось, что их написал сам Гийераг.
В 1977 году Хесус Франко на основе сюжета «Писем» снял художественный фильм «Любовные письма португальской монахини».